# Artrologie
Artrologia sau syndesmologia (Greacă: syndesmos = ligament și logos = știință) este partea anatomiei care are ca obiect studiul articulațiilor.
Articulațiile alcătuiesc totalitatea elementelor prin care oasele se unesc între ele. Aceste elemente sunt reprezentate prin formațiuni conjuctive și mușchi. Artrologia tratează îndeosebi formațiunile conjuctive, în timp ce mușchii sunt studiați la capitolul  
de miologie.